# Monte Perobolço
Monte Perobolço era una freguesia portuguesa del municipio de Almeida, distrito de Guarda.

## Historia
Perteneció al municipio de Castelo Mendo hasta su extinción en 1855, pasando al de Sabugal, hasta su definitiva incorporación a Almeida en 1870.
Fue suprimida el 28 de enero  de 2013, en aplicación de una resolución de la Asamblea de la República portuguesa promulgada el 16 de enero de 2013 al unirse con las freguesias de Ade, Castelo Mendo y Mesquitela, formando la nueva freguesia de Castelo Mendo, Ade, Monteperobolso e Mesquitela.